# Ingelsträde
Ingelsträde est une localité de Suède dans la commune de Höganäs en Scanie.
Sa population était de 251 habitants en 2019.